# Lithomyrtus retusa
Lithomyrtus retusa är en myrtenväxtart som först beskrevs av Stephan Ladislaus Endlicher, och fick sitt nu gällande namn av Neil Snow och Gordon P. Guymer. Lithomyrtus retusa ingår i släktet Lithomyrtus och familjen myrtenväxter. Inga underarter finns listade i Catalogue of Life.